# Гартфорд (Іллінойс)
Гартфорд (англ. Hartford) — селище (англ. village) в США, в окрузі Медісон штату Іллінойс. Населення — 1185 осіб (2020).

## Географія
Гартфорд розташований за координатами 38°48′47″ пн. ш. 90°5′31″ зх. д. / 38.81306° пн. ш. 90.09194° зх. д. (38.813087, -90.092071).  За даними Бюро перепису населення США в 2010 році селище мало площу 12,65 км², з яких 12,08 км² — суходіл та 0,57 км² — водойми.

## Демографія
Згідно з переписом 2010 року, у селищі мешкало 1429 осіб у 613 домогосподарствах у складі 379 родин. Густота населення становила 113 особи/км².  Було 677 помешкань (54/км²).
Расовий склад населення:
| - 96,6 % — білих - 0,6 % — азіатів - 0,3 % — чорних або афроамериканців - 0,2 % — вихідців з тихоокеанських островів - 0,1 % — корінних американців |

До двох чи більше рас належало 1,5 %. Частка іспаномовних становила 1,0 % від усіх жителів.
За віковим діапазоном населення розподілялося таким чином: 21,6 % — особи молодші 18 років, 62,0 % — особи у віці 18—64 років, 16,4 % — особи у віці 65 років та старші. Медіана віку мешканця становила 40,6 року. На 100 осіб жіночої статі у селищі припадало 97,1 чоловіків;  на 100 жінок у віці від 18 років та старших — 96,1 чоловіків також старших 18 років.
Середній дохід на одне домашнє господарство  становив 48 563 долари США (медіана — 41 667), а середній дохід на одну сім'ю — 53 491 долар (медіана — 47 315). Медіана доходів становила 39 219 доларів для чоловіків та 30 076 доларів для жінок. За межею бідності перебувало 14,5 % осіб, у тому числі 21,7 % дітей у віці до 18 років та 6,6 % осіб у віці 65 років та старших.
Цивільне працевлаштоване населення становило 697 осіб. Основні галузі зайнятості: виробництво — 23,0 %, освіта, охорона здоров'я та соціальна допомога — 19,8 %, роздрібна торгівля — 10,0 %, мистецтво, розваги та відпочинок — 9,6 %.